# Boris Kossoy

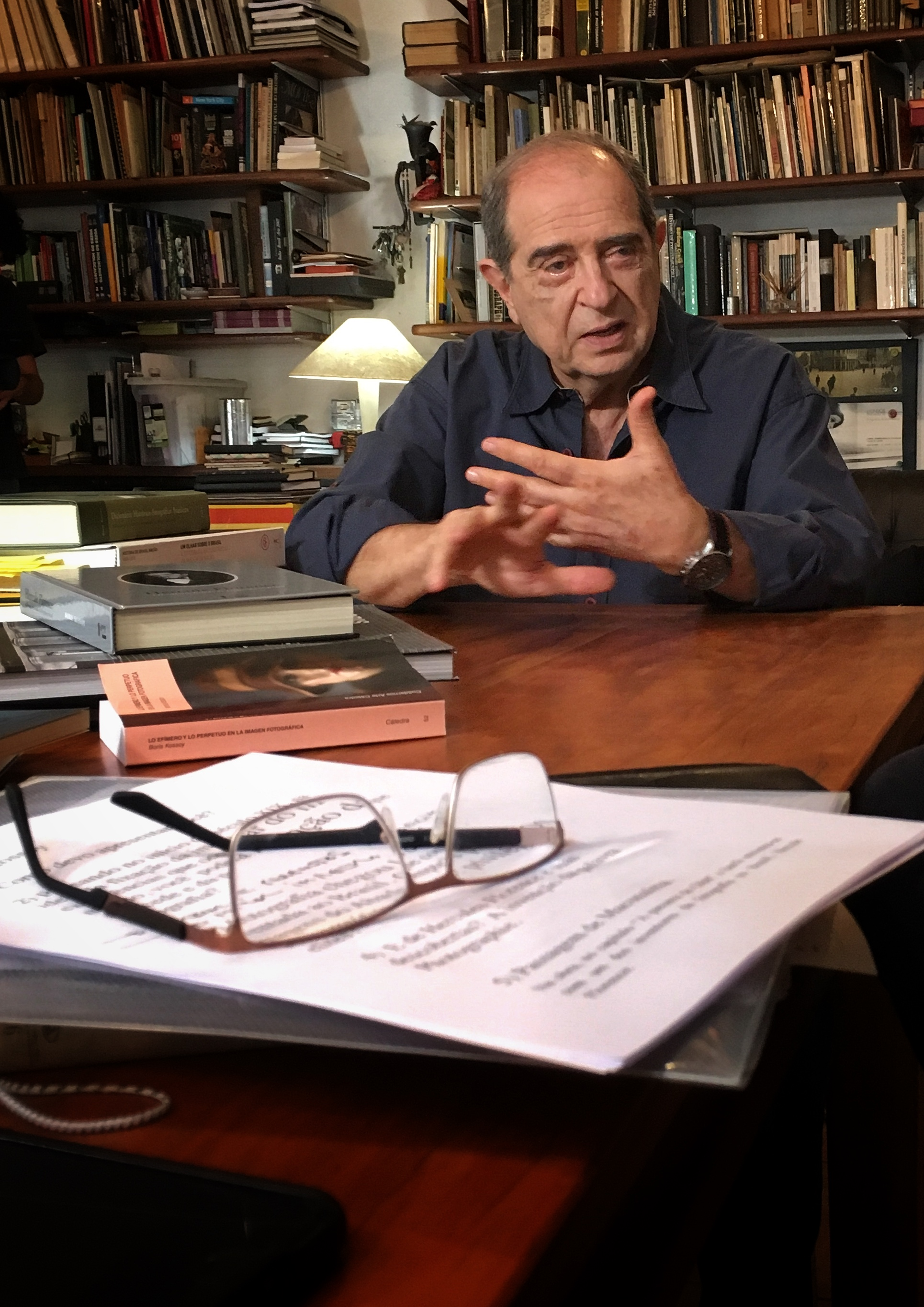
Boris Kossoy

Boris Kossoy (* 1941 in São Paulo, Brasilien) ist ein brasilianischer Starfotograf und Fotografiehistoriker von Weltgeltung. Sein Forschungsschwerpunkt liegt auf der Fotografieforschung Brasiliens und ganz Lateinamerikas. Er ist seit den 1970er Jahren der bedeutendste Interpret brasilianischer Fotografie.

## Leben
Schon als Jugendlicher interessierte er sich für die Fotografie. Er studierte zunächst ab 1965 Architektur an der Mackenzie-Universität (Universidade Presbiteriana Mackenzie) in São Paulo. 1968, während der Zeit der Militärdiktatur in Brasilien, gründete er sein Fotostudio „Estudio Ampliart“, das bis heute existiert. Ab 1973 Jahre nahm er ein zweites Studium in Geisteswissenschaften an der Escola Sociologia e Politica in São Paulo auf. Seine Promotion war 1979 erfolgt. Danach begann eine umfangreiche Karriere als Kulturfunktionär des Kultursekretariats der Stadt São Paulo, vor allem als Repräsentant der Fotografie. So war er Direktor des Museu da Imagem e do Som de São Paulo von 1980 bis 1983. Später folgten diverse Tätigkeiten als Dozent an Hochschulen, seit 2000 an der Escola de Comunicações e Artes der Universidade de São Paulo. 2002 erhielt er die offizielle Lehrbefugnis und wurde Titularprofessor.
1971 erschien seine erste selbständige Buchveröffentlichung Viagem pelo fantástico. Neben seinen Bildbänden veröffentlichte Kossoy fotografiegeschichtliche Werke über den schweizerisch-brasilianischen Fotografen Guilherme Gaensly, geboren als Wilhelm Gänsli (1843–1928), ein Lexikon der Fotografen und Ateliers in Brasilien für die Zeit 1833 bis 1910, und eine Biografie über den Fotopionier Hercule Florence, das 38 Jahre nach der Ersterscheinung in deutscher Übersetzung 2015 in Wien erschien.
Seine fotografischen Werke hängen in Dauerausstellungen im Museum of Modern Art in New York, dem George Eastman House in Rochester und sind auch in Paris, Mexiko-Stadt und seiner Heimatstadt in der Pinacoteca do Estado de São Paulo zu finden.
2015 fand in Basel eine erste Ausstellung seiner Werke im deutschsprachigen Raum statt.

## Auszeichnungen (Auswahl)
- 1984: Chevalier de L’ordre des Arts et des Lettres des französischen Kulturministeriums.
- 2013: Premio Brasil de Fotografia, Porto Seguro.

## Werke (Auswahl, Fotobände)
- Viagem pelo fantástico. Livraria Kosmos, São Paulo 1971, OCLC 1842537; 2. Auflage (Gedenkausgabe zum 50-jährigen Wirken). Ipsis Pub, Santo André 2021, OCLC 1334060328.
- Hercule Florence. A descoberta isolada da fotografia no Brasil. Faculdade de Comunicação Social Anhembi, São Paulo 1977 (zuletzt 3. Auflage, EDUSP, São Paulo 2006, ISBN 85-314-0944-6).
  - Deutsche Ausgabe: Hercule Florence. Die unabhängige Entdeckung der Fotografie in Brasilien (= Brasilien. Geschichte, Kultur, Kunst. Band 1). Übersetzung aus dem Portugiesischen: Marlen Eckl. LIT, Wien/Münster 2015, ISBN 978-3-643-90680-9.[2]
- Origens e expansão da fotografia no Brasil. Século XIX. Funarte, Rio de Janeiro 1980, OCLC 253738253 (portugiesisch).
- Álbum de photographias do Estado de São Paulo 1892. Estudo crítico. Kosmos/CBPO, São Paulo 1984, OCLC 685134037 (portugiesisch).
- São Paulo, 1910. Imagens de Guilherme Gaensly. Kosmos/CBPO, São Paulo 1988, ISBN 85-7096-002-6.
- Fotografia e história. Ática, São Paulo 1989 (zuletzt 5., erweiterte Auflage, Ateliê Editorial, São Paulo 2014, ISBN 85-7480-060-0).
- Realidades e ficções na trama fotográfica. Ateliê Editorial, São Paulo 1999, ISBN 85-85851-80-5 (4., erweiterte Ausgabe).
- Dicionário histórico-fotográfico brasileiro. Fotógrafos e ofício da fotografia no Brasil (1833–1910). IMS, Instituto Moreira Salles, São Paulo 2002, ISBN 85-86707-07-4.
- Os tempos da fotografia. O efêmero e o perpétuo. Atelier Editorial, São Paulo 2007, ISBN 978-85-7480-336-4.
- Boris Kossoy, fotógrafo. Cosac Naify, São Paulo 2010, ISBN 978-85-7503-884-0.